# Jolanka Tišler
Jolanka Tišler (mađ. Tislér Jolán, Serdahelj, 1948.) jest hrvatska književnica i kulturna djelatnica iz Mađarske. Piše pjesme, prozu i razne zapise iz hrv. narodne baštine. Piše na pomurskom kajkavskom narječju.
Po struci je nastavnica.
Rodila se 1948. u pomurskom dijelu Mađarske u Serdahelju - Hrvatskom Središću. 
Djelatna je sudionica kulturnog života Hrvata u Mađarskoj, posebice pomurskih Hrvata.
Za hrvatsku je književnost značajna jer je prva Hrvatica iz Prekomurje koja je svoj dijalekt učinila književnim.

## Djela
- V modrim neba i Budimpešta, pjesme, 1988.
- V zrcalu rodice

Neke pjesme su joj ušle u antologiju hrvatske poezije u Mađarskoj 1945. – 2000. urednika Stjepana Blažetina Rasuto biserje. 
Suautorica je molitvenika na kajkavskom narječju hrvatskog jezikaRuža nebeska.
Suautorica je radnog materijala za djecu nižih razreda osnovnih škola Učimo pisati i čitati kajkavskim narječjem. 